# Voeg

Voegwerk in metselwerk in doorsnede getoond

Een voeg is de naad of overgang tussen twee verschillende of gelijke materialen, zoals bakstenen, tegels en planken. Afhankelijk van het materiaal en de toepassing kunnen voegen verschillende functies, samenstellingen en breedtes hebben.

## Definitie
Een voeg vormt de overgang tussen twee aangrenzende materialen. Het fungeert vaak als verbinding of afdichting en kan gemaakt zijn van verschillende materialen afhankelijk van de toepassing.

## Types van voegen

### Metselwerk
In metselwerk zijn voegen niet alleen functioneel, maar spelen ze ook een cruciale rol in de esthetiek en het algehele uiterlijk van het bouwwerk. Ze vormen de verbinding tussen metselstenen en dragen bij aan de stabiliteit van de constructie.
- Stootvoeg: De verticale voeg tussen stenen. Dit type voeg is voornamelijk verantwoordelijk voor het verticaal verbinden van stenen en kan variëren in breedte, afhankelijk van het ontwerp en de functionele eisen[2].

- Lintvoeg: De horizontale voeg tussen stenen. Deze voeg heeft een tweeledig doel: het ondersteunen van de bovenliggende stenen en het bijdragen aan de esthetische uitstraling van het metselwerk.

- Cementvoeg: Een voeg gemaakt met cement als bindmiddel. Door de eigenschappen van cement biedt deze voeg een duurzame en sterke verbinding, die bestand is tegen diverse weersomstandigheden.

- Kalkvoeg: Voorkomend in oude gebouwen, deze voeg heeft het voordeel van flexibiliteit, wat betekent dat het beter kan bewegen zonder te barsten in vergelijking met cementvoegen. Dit maakt het ideaal voor historische gebouwen waar een zekere mate van beweging kan worden verwacht vanwege de leeftijd en constructie van het gebouw[3].

#### Voegdikte bij baksteenmetselwerk
De voegdikte heeft een relatie met de verwerkingsmethode en de maattoleranties van de baksteen. Droogstapelsystemen, maar ook metselwerk dat bestaat uit bakstenen met een uitholling voor de metselspecie (frog), hebben een te verwaarlozen voegdikte. Hierdoor spreken uitsluitend de kleur en de textuur van de gekozen baksteen. Hetzelfde geldt voor lijmwerk en voor metselwerk met gebruik van dun(bed)mortel. Daarbij wordt een dunne voeg toegepast. Deze wordt niet afgevoegd. De maatspreiding van de baksteen bepaalt de minimumdikte van de voeg. Een baksteen met een grotere maatspreiding vraagt een wat dikkere voeg. 

#### Voeghardheid
De voeghardheid wordt gebruikt om de kwaliteit van het voegwerk te omschrijven en te controleren. Des te harder de voeg, des te langer de levensduur. De toepassingsklasse van het metselwerk bepaalt de minimaal benodigde voeghardheidsklasse.

#### Doorstrijkwerk
Tijdens het traditioneel metselen krabt de metselaar de voegen tot de juiste diepte uit (12–15 mm). Na droging van het metselwerk werkt de voeger vervolgens de voegen verder af.

#### Stootvoegloos
Stootvoegloos metselwerk is metselwerk in een metselverband met een minimale sprong van 1 klezoor lengte in het verband, waarvan de stootvoegdikte een theoretische maat heeft van 0 mm. De stenen liggen daardoor in elke laag in principe koud tegen elkaar aan. Principieel is dat de stootvoegen niet gevuld worden met mortel. Door maattoleranties in elke baksteensortering, bedraagt de stootvoegruimte echter minimaal ca.2 mm. Stootvoegloos metselen benadrukt de horizontale lijnen in het metselwerk. 

### Tegelwerk
Voegen in tegelwerk spelen een belangrijke rol, niet alleen vanuit esthetisch oogpunt, maar ook voor het verzekeren van een waterdichte en stevige afwerking. Ze zijn essentieel om de tegels op hun plaats te houden en om vochtinfiltratie in onderliggende lagen te voorkomen.
- Voegvulling: Bij wandtegels en vloertegels wordt de ruimte tussen de tegels gevuld met voegvuller. Dit materiaal zorgt voor een nette afwerking en heeft bovendien een dichtende werking, wat vooral belangrijk is in vochtige ruimtes zoals badkamers[7].

- Epoxy voegwerk: Een moderne oplossing in tegelvoegen. Het is gemaakt van epoxyhars en staat bekend om zijn duurzaamheid en weerstand. Epoxy voegwerk is bestendig tegen chemische stoffen, vlekken en vocht. Dit maakt het een uitstekende keuze voor ruimtes waar hygiëne van het grootste belang is, zoals keukens, zwembaden en ziekenhuizen.

### Bestrating
In bestrating zijn voegen cruciaal voor zowel functionele als esthetische doeleinden. Ze bieden niet alleen een visuele onderbreking tussen de stenen of tegels, maar hebben ook een praktische functie.
- Zandvoegen: Een voegvulling in de bestrating bevat vaak zand. Zand is een natuurlijk en veelgebruikt materiaal voor voegen in bestrating. Het fungeert als een flexibele buffer tussen de stenen, wat helpt om verschuivingen en ongelijkheden te minimaliseren. Bovendien zorgt een zandvoeg voor een goede waterafvoer, waardoor plassen en wateropbouw op het oppervlak worden voorkomen.

- Polymerisch voegzand: Dit is een speciaal soort voegzand dat is gemengd met polymeren. Wanneer het nat wordt, hardt het uit en vormt het een duurzame en flexibele voeg die bestand is tegen onkruidgroei en erosie.

- Voegmortels: Voor bepaalde soorten bestrating, vooral bij zwaarbelaste gebieden, kunnen voegmortels worden gebruikt. Deze bieden een sterkere en meer duurzame verbinding tussen de stenen, waardoor de levensduur van de bestrating wordt verlengd.

### Houtwerk
Houtwerk kent vele traditionele en moderne voegtechnieken. Voegen in houtwerk zijn ontworpen om stukken hout samen te voegen en tegelijkertijd de natuurlijke beweging van het hout, zoals uitzetting en krimp door veranderingen in vochtigheid en temperatuur, toe te staan.
- Koude voeg: Dit is de eenvoudigste manier om twee stukken hout met elkaar te verbinden. Bij een koude voeg worden de houten stukken direct tegen elkaar geplaatst, waarbij ze al dan niet met lijm worden vastgezet. Hoewel dit een snelle en gemakkelijke methode is, kan het minder sterk zijn dan andere verbindingstechnieken.

- Veer en groef: De veer en groef verbinding is een traditionele methode die zorgt voor een strakkere en nauwkeurigere pasvorm tussen houtstukken. Bij deze techniek heeft het ene stuk hout een uitstekende 'veer' en het andere stuk een inkeping of 'groef'. Wanneer de twee stukken samenkomen, vergrendelen ze op een manier die zowel sterk is als enige beweging van het hout toestaat. Dit helpt om te voorkomen dat het hout splijt of breekt door natuurlijke uitzetting en krimp.

- Pen-en-gatverbinding: Dit is een andere traditionele techniek waarbij een 'pen' of uitstekend stuk op het ene houtstuk in een 'gat' of inkeping op het andere stuk past. Deze verbinding kan worden versterkt met lijm of houten pinnen en biedt een zeer sterke en duurzame verbinding.

### Constructievoegen
Constructievoegen spelen een cruciale rol in bouw- en infrastructuurprojecten. Ze zijn specifiek ontworpen om beweging in structuren te accommoderen zonder schade te veroorzaken. Deze voegen worden strategisch geplaatst om te zorgen voor flexibiliteit, duurzaamheid en veiligheid.
- Dilatatievoeg: Dilatatievoegen, ook wel bekend als uitzettingsvoegen, zijn ontworpen om de beweging van constructie-onderdelen te accommoderen als gevolg van zetting, lastveranderingen, of andere externe factoren. Ze helpen te voorkomen dat structuren barsten of beschadigen door dergelijke bewegingen.[8].

- Thermische voeg: Deze voegen zijn cruciaal voor constructies die blootgesteld worden aan variërende temperaturen. Ze vangen de thermische uitzetting en krimp van bouwmaterialen op bij temperatuurschommelingen. Een typisch voorbeeld hiervan is bij bruggen, waar temperatuurverschillen kunnen leiden tot aanzienlijke uitzetting en samentrekking van het materiaal. Door de aanwezigheid van thermische voegen kunnen bruggen deze bewegingen veilig opvangen zonder te breken of te vervormen. Het karakteristieke geluid bij het passeren van zo'n voeg op een brug is voor veel mensen herkenbaar.

- Waterdichte voeg: In structuren waar waterinfiltratie een probleem kan zijn, zoals tunnels, kelders of dammen, worden waterdichte voegen gebruikt. Deze voegen zijn speciaal ontworpen om te voorkomen dat water door de voeg sijpelt en zo de structuur beschadigt of verzwakt.